# Eumathes colombicus
Eumathes colombicus är en skalbaggsart som först beskrevs av Thomson 1868.  Eumathes colombicus ingår i släktet Eumathes och familjen långhorningar. Inga underarter finns listade i Catalogue of Life.